# Khashm El Girba
Khashm El Girba est une ville du Soudan dans l'État du Kassala.

## voir aussi
- Barrage de Khashm El Girba